# Elah (Tal)

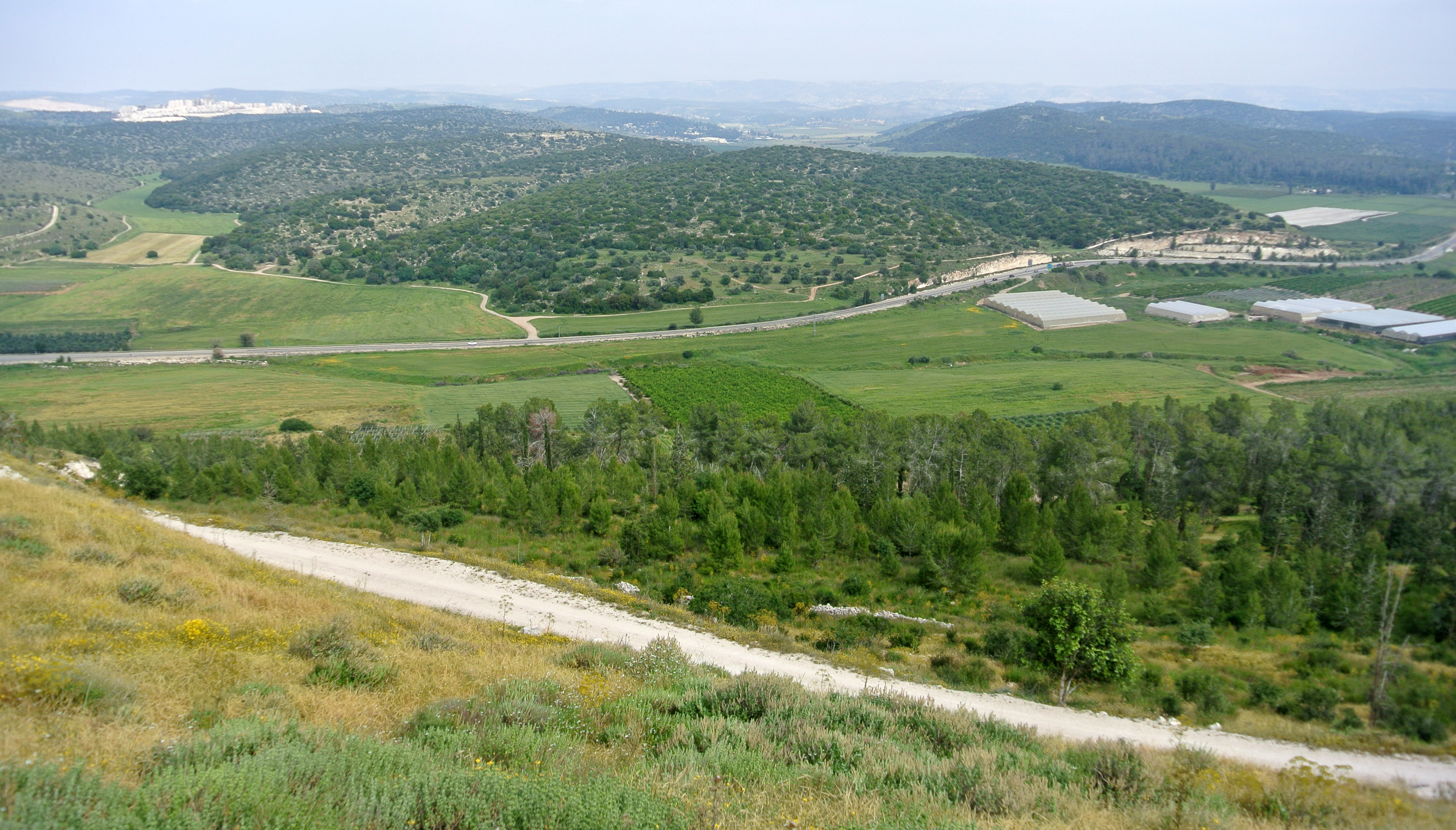
Blick auf Elah

Elah ist ein Tal in Israel, das die Schefela mit den Judäischen Bergen verbindet. Historisch gehörte es zum Königreich Juda in Israel, zwischen Aseka und Sochoh (שֹׂכֹה). Es wird auch Tal der Terebinthen oder Eichgrund (Luther 2017) genannt (hebräisch עֵמֶק הָאֵלָה ʿEmeq haʾElah, arabisch وادي السنط, DMG Wādī as-Sunṭ). Nach 1 Sam 17,2.19  lagerten die Israeliten dort, als David gegen Goliat kämpfte.
Auf der westlichen Seite des Tals steht nahe Socho eine 17 Meter hohe Terebinthe mit einer großen Krone von 22 Metern. Dieser Vertreter einer „biblischen“ Baumart markiert das obere Ende des Tals und ist als eindrücklicher Markierungspunkt bekannt. Der Nachal haʾElah entwässert das Tal nach Westen und mündet östlich Aschdods in den Nachal Lachisch.

## Ausgrabungen
Bei archäologischen Ausgrabungen im Tal Elah wurde nahe der Festung Elah ein tonscherbiges Ostrakon mit der ältesten bekannten hebräischen Inschrift aus Tinte freigelegt. Das Alter der Tonscherbe wird in die davidische Zeit um 1000 v. Chr. datiert.

## Populärkultur
Im Tal von Elah ist der Titel eines Films des Regisseurs Paul Haggis aus dem Jahr 2007.